# Комп'ютерна томографічна лазерна мамографія

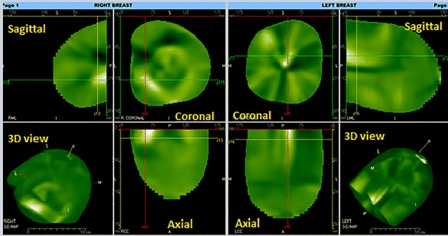
Зображення, отримані в методі

Комп'ютерна томографічна лазерна мамографія (англ. Computed tomography laser mammography, CTLM) — вид оптичної томографії для візуалізації молочних залоз у процесі гінекологічної діагностики раку молочної залози.

## Принцип методу
Метод медичної візуалізації використовує лазерне випромінювання в ближній інфрачервоній області спектру для виявлення ангіогенезу (новоутворення кровоносних судин для живлення злоякісної пухлини) в тканинах молочних залоз. Комп'ютерна томографічна лазерна мамографія (на відміну від комп'ютерної томографії, яка для діагностики використовує рентгенівські промені) є методом оптичної молекулярної візуалізації окси- та деоксі-гемоглобіну. Використовують лазерні промені, які зазнають загасання, проникаючи крізь тканини. Таким чином, лазерний детектор вимірює зменшення інтенсивності світла. Переміщаючись за зразком, він збирає дані і відтворює томографічне зображення. Отримане зображення показує розподіл гемоглобіну в тканинах, а також виявляє розростання кровоносних судин, що живлять злоякісну пухлину, які сприяють її зростанню і розвитку.